# Samuel Palm
Samuel "Sam" Erhard Vilhelm Palm, född 10 oktober 1898 i Göteborgs Kristine församling, död 24 februari 1979 i Farsta, var en svensk präst. Son till vaktmästaren Alfred Palm och Mathilda Andersson. Ingick äktenskap 1925 med folkskolläraren Valborg Ekman (1898–1986). Far till författaren Göran Palm och journalisten Monica Boëthius.

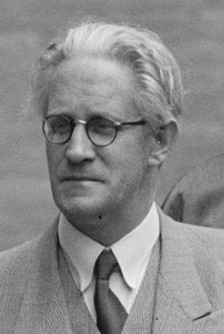
Samuel Palm (1898–1979)

Filosofie kandidat vid Göteborgs högskola 1921, teologie kandidat vid Lunds universitet 1924. Prästvigd för Västerås stift  av Einar Billing 1924, komminister i Ervalla församling 1925–1930. Andre pastor vid diakonissanstalten Samariterhemmet i Uppsala 1930–1932, pastor i S:t Johannes kyrkan i Göteborg 1932–1938, direktor för Svenska kyrkans diakonistyrelse 1938–1944, pastor och föreståndare för Samariterhemmet 1944–1951, kyrkoherde i  Falu Kristine och Stora Kopparbergs församlingars pastorat 1951–1964, kontraktsprost i Falu kontrakt 1958–1964. Ledamot 1944 års prästutbildningssakkunniga och inspektor vid Folkskoleseminariet i Falun 1956–1964.
Han utgav predikosamlingarna Själens rätta hem (1935) och Störst av allt är kärleken (1938) samt bibelstudierna Att vandra i ljuset (1944). Makarna Palm är begravda på Skogskyrkogården i Falun.